# Arnold Ruge

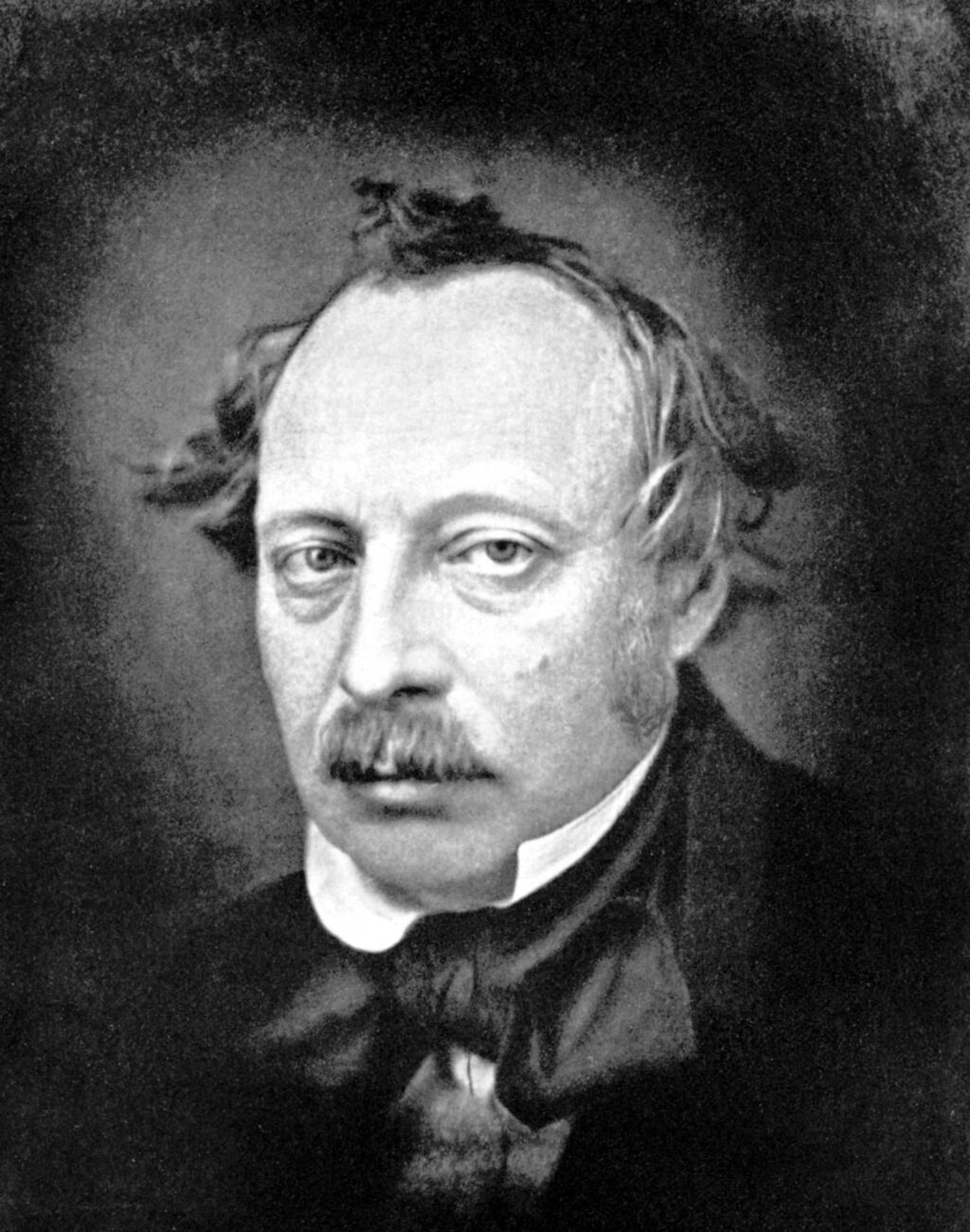
Arnold Ruge

Arnold Ruge (* 13. September 1802 in Bergen auf Rügen; † 31. Dezember 1880 in Brighton) war ein deutscher Schriftsteller. 1848/1849 gehörte er der Frankfurter Nationalversammlung an, wo er die demokratische Linke vertrat.

## Leben

### Opposition im Vormärz
Ruge war der Sohn des Gutsverwalters Christoph Arnold Ruge und dessen Ehefrau Catharina Sophia Wilken († Oktober 1847); der spätere Medizinalrat Ludwig Ruge war sein Bruder. Nachdem Ruge 1821 mit 19 Jahren in Stralsund seine Schulzeit erfolgreich mit dem Abitur abgeschlossen hatte, begann er noch im selben Jahr an der Universität Halle Philosophie zu studieren. 1822 wechselte er mit demselben Fach an die Universität Jena und blieb dort bis 1823. Anschließend ging er an die Universität Heidelberg, wo er im Frühjahr 1824 als „Mitglied einer geheimen verbotenen Verbindung“ verhaftet und verurteilt wurde. Ruge war führendes Mitglied im geheimen Jünglingsbund gewesen, der Anfang 1824 verraten wurde. Er war 1821 Mitglied der Halleschen Burschenschaft, 1822 Mitglied der Jenaischen Burschenschaft und 1823 Mitglied der Heidelberger Burschenschaft geworden.
Nach einem Jahr Untersuchungshaft in Köpenick wurde Ruge 1826 durch das Oberlandesgericht Breslau zu einer 15-jährigen Festungsstrafe in der Festung Kolberg verurteilt. Dort saß Ruge bis zu seiner Begnadigung durch den König im Frühjahr 1830 ein. Bereits während dieser Haftstrafe studierte er eifrig die alten Klassiker, übersetzte Theokrit, Aischylos und Sophokles im Versmaß des Originals und verfasste verschiedene Texte, die sich dem Stil Jean Pauls, aber auch englischen Humoristen anlehnten.
Nach seiner Freilassung 1830 erhielt Ruge eine Anstellung am Königlichen Pädagogium der Franckeschen Stiftungen zu Halle und bereits im darauffolgenden Jahr konnte er sich mit „Die Platonische Ästhetik“ habilitieren. Bis 1836 war er dort auch als Privatdozent tätig. Am 25. Mai 1832 heiratete Ruge Louise Düffer († 1833).
Ruge heiratete 1834 in zweiter Ehe Agnes Wilhelmine Nietzsche (1814–1899). Sie hatten zwei Söhne: Richard (1835–1905) und Arnold (1843–1912), und zwei Töchter: Hedwig (1837–1910) und Francisca (1849–1939).
Als Privatdozent begann sich Ruge in vielen Artikeln in den „Blättern für litterarische Unterhaltung“ für Pressefreiheit, Volkssouveränität u. ä. einzusetzen und wurde schon bald zum Mittelpunkt der Junghegelianer. In diese Zeit fiel auch seine Bekanntschaft mit Theodor Echtermeyer, mit dem er ab Januar 1838 die Hallischen Jahrbücher für deutsche Kunst und Wissenschaft begründete, die ziemlich schnell zum bedeutendsten kritischen Organ des Junghegelianismus wurden. Wichtige Mitarbeiter waren dabei u. a. Ludwig Feuerbach, David Friedrich Strauß, Hermann Franck und die Brüder Grimm.
Als im Frühjahr 1841 die preußische Regierung die „Jahrbücher“ wegen deren liberaler Richtung zensierte und verbot, verlegte Ruge die Redaktion von Halle nach Dresden und änderte den Titel in Deutsche Jahrbücher für Wissenschaft und Kunst. Innenminister Johann Paul von Falkenstein entzog jedoch auch dieser Zeitschrift die Konzession. Ruge ließ sich daraufhin in der Schweiz nieder und ließ seine „Jahrbücher“ dort erscheinen.

### Aufenthalt in Paris und Zürich
1843 ging Ruge nach Paris, wo er gemeinsam mit Karl Marx die Deutsch-Französischen Jahrbücher herausgab. 1844 verfasste er unter dem Pseudonym „Ein Preuße“ mehrere Artikel für die Exilzeitschrift Vorwärts! von Heinrich Börnstein. Im März 1844 hatten Marx und Ruge wegen unüberbrückbarer Differenzen ihre Zusammenarbeit beendet. Im Schlesischen Weberaufstand, in dem Marx und Heinrich Heine den Vorboten einer neuen Ära erblickten, sah Ruge nur eine lokale Hungerrevolte. Er lehnte die Utopie des Kommunismus ab und setzte sich für eine demokratische Republik ein. Auch German Mäurer, der sich besonders für die Demokratie und gegen das Ungleichgewicht zwischen Arm und Reich einsetzte, gehörte in Paris zu seinen Freunden.
Ab Anfang September 1846 lebte und wirkte Ruge in Zürich, wo er sehr eng mit Julius Fröbel zusammenarbeitete. Unter seiner maßgeblichen Mitarbeit wurden die „Junius-Briefe“ veröffentlicht („Junius“ war das Pseudonym von Fröbel). In Zürich legte Ruge auch den Grundstein seiner später in Mannheim veröffentlichten Werkausgabe.
Im Frühjahr 1847 kehrte Ruge nach Deutschland zurück und ließ sich in Leipzig als Buchhändler nieder. An seine Buchhandlung war ein kleiner Verlag angeschlossen, der unter Ruges Leitung nun vermehrt Schriften zum politischen Tagesgeschehen veröffentlichte. Als einer der wichtigeren Titel ist hier Die Akademie – ein philosophisches Taschenbuch zu nennen, das 1848 erschien. Weitere Autoren dieses Verlags waren Gustav Freytag, Julius Fröbel, Friedrich Gerstäcker, Friedrich Hebbel, Georg Herwegh, Moritz Hartmann und Ludwig Seeger.

### Deutsche Revolution
Die Freundschaft mit Ludwig Feuerbach wurde für Ruge bald richtungsweisend für seine politische Einstellung. 1848 begrüßte Ruge die Februarrevolution in Frankreich und wünschte sich eine solche politische Änderung auch für Deutschland. Um für eine derartige Forderung eine Plattform zu haben, gründete Ruge die Zeitschrift Die Reform, die von Anfang an das Sprachrohr der deutschen Demokratie wurde.
Nach Ausbruch der Märzrevolution von 1848 wurde er für Breslau in die Frankfurter Nationalversammlung gewählt, wo er seinen Platz auf der äußersten Linken nahm. In diesem Amt trat er kaum hervor; nennenswert scheint vor allem seine Forderung nach der Selbstbestimmung von Polen und Italien in der Sitzung vom 29. Juli 1848. Auch schlug er einen Völkerkongress der großen Nationen Europas vor, der Streit auf friedliche Weise schlichten und eine allgemeine Abrüstung einleiten sollte. Der Historiograph der Revolution, Veit Valentin, sah darin einen Vorläufer des Völkerbund-Gedankens.
Doch bald schon zog sich Ruge politisch enttäuscht zurück und ging nach Berlin. Infolgedessen wurde er von der Nationalversammlung als ausgeschieden erklärt. In Berlin wurde er Mitglied des Demokratischen Vereins und war im Oktober 1848 maßgeblich an der Entstehung des Wahl- und Parteiprogramms einer radikal-demokratischen Partei für Deutschland beteiligt. Um dieselbe Zeit, im Oktober 1848, wohnte er dem Demokratenkongress in Berlin bei, um seine Zeitung Reform zum Organ der Demokratie erheben zu lassen. Der eintretende Belagerungszustand hatte aber das Verbot dieser Zeitung zur unmittelbaren Folge und Ruge musste am 21. Januar 1849 die Stadt verlassen.

### Flucht ins Ausland

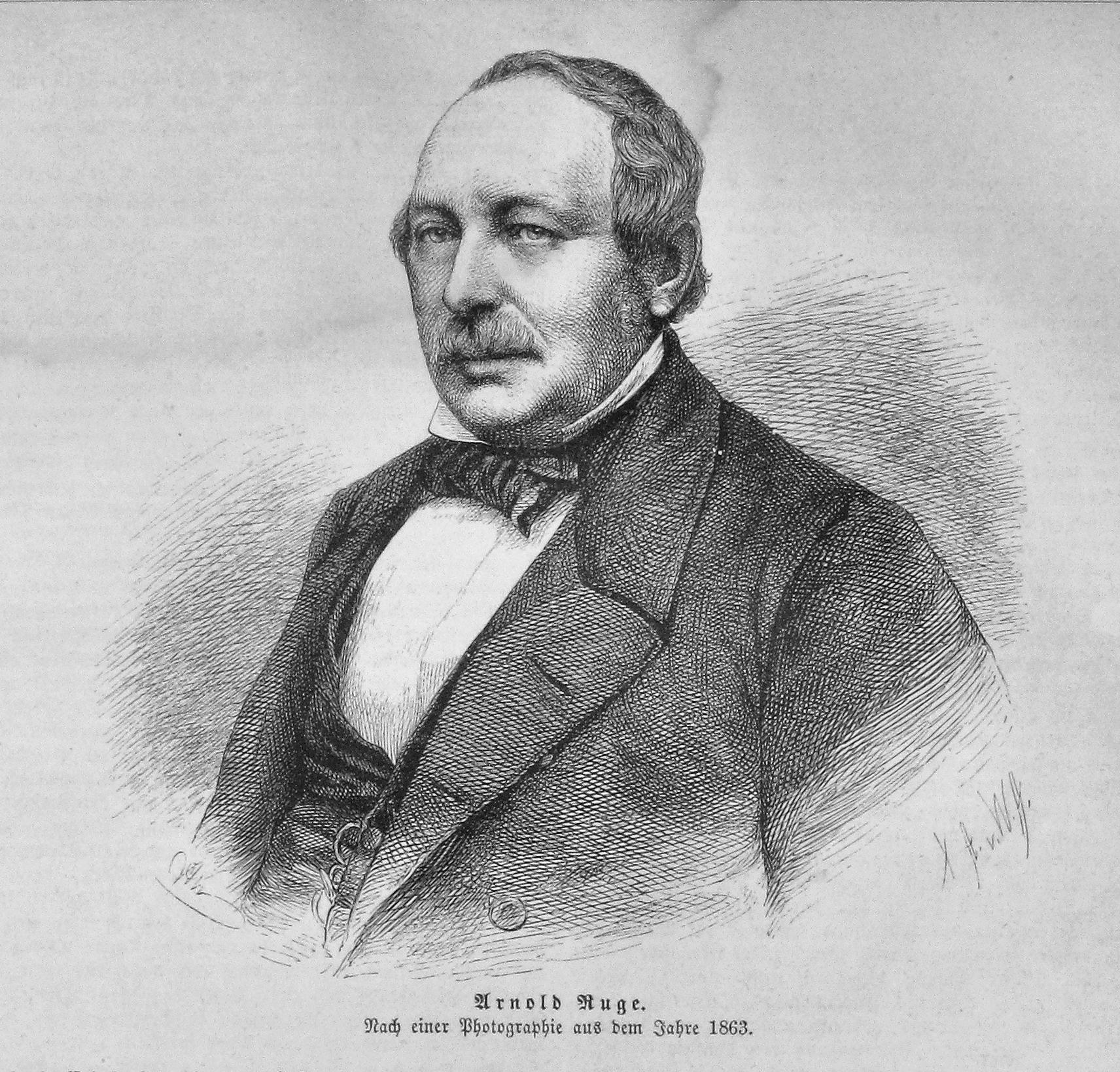
Arnold Ruge 1863

Ruge kehrte nach Leipzig zurück und engagierte sich dort bei den Ereignissen der Märzrevolution. Nach deren Niederschlagung flüchtete Ruge – inzwischen zur Fahndung ausgeschrieben – zusammen mit seiner Familie über Brüssel und Oostende nach Brighton. Von dort holte ihn Giuseppe Mazzini nach London, um zusammen mit ihm, Lajos Kossuth und Alexandre Ledru-Rollin an einer bürgerlich-demokratisch ausgerichteten Opposition zu arbeiten. Dieses Comitato Europeo hatte die Errichtung einer gesamteuropäischen Republik zum Ziel. Die politische Polizei des Deutschen Bundes, die Namenslisten anlegte und international austauschte, hielt Ruge für gefährlicher als den ebenfalls beobachteten Marx.
Ab 1866 zog sich Ruge immer mehr von der politischen Zielsetzung zurück; wie auch andere Paulskirchenlinke hielt er die Politik Otto von Bismarcks für zukunftsweisend. In der Schlacht von Königgrätz am 3. Juli 1866 sah Ruge – nach eigenem Bekunden – „den Beginn der preußischen Zukunft Europas“. Auf persönlichen Wunsch Bismarcks wurde für Ruge ab 1877 für seine Verdienste um die preußische Politik ein jährlicher Ehrensold von 3000 Reichsmark ausgelobt.
Im Alter von über 78 Jahren starb Arnold Ruge am 31. Dezember 1880 in Brighton. Dort fand er auch seine letzte Ruhestätte. Ein Großteil von Ruges Nachlass wird vom Internationalen Institut für Sozialgeschichte in Amsterdam verwaltet.

## Werke
Neben seinem eigenen schriftstellerischen Werk (s. Liste) hat sich Ruge auch durch seine Übersetzungen um die Literatur verdient gemacht. Hier sind vor allem Henry Thomas Buckle (Geschichte der Zivilisation), Fernando Garrido (Das heutige Spanien) und Henry Bulwer-Lytton (Lord Palmerston) oder Eugène Ténot (Paris im December 1851. Historische Studie über den Staatsstreich) zu nennen. Ruge benutzte oft Pseudonyme, mit denen er seine Veröffentlichungen zeichnete; neben „Dr. Adolph“, „M. Karlstein“, „Agnes W. Stein“ ist vor allem „R. Durangelo“ zu nennen, ein Anagramm seines Namens.
- Acht Reden über Religion. Berlin 1875
- Aufruf zur Einheit. Berlin 1866
- Aus früherer Zeit. Autobiographie. Berlin 1863–67 (4 Bde.)
- Bianca della Rocca. Historische Erzählung. Berlin 1869
- Briefwechsel und Tagebuchblätter aus den Jahren 1825–1880. Berlin 1885–86 (2 Bde.)
- Geschichte unsrer Zeit seit den Freiheitskriegen. Leipzig 1881
- Juniusbriefe. Leipzig 1867
- Der Krieg. Berlin 1867
- Die Loge des Humanismus. Leipzig 1851
- Manifest an die deutsche Nation. Hamburg 1866
- Die neue Welt. Trauerspiel. Leipzig 1856
- Novellen aus Frankreich und der Schweiz. Leipzig 1848
- Der Novellist. Stralsund 1839
- Revolutionsnovellen. Leipzig 1850
- Schill und die Seinen. Trauerspiel. Stralsund 1830
- Unser System. Leipzig 1850
- Zwei Doppelromane in dramatischer Form. Berlin 1865
- Zwei Jahre in Paris. Leipzig 1846 (2 Bde.)